# Inbioia pivai
Inbioia pivai är en stekelart som beskrevs av Ian D. Gauld och Ugalde 2002. Inbioia pivai ingår i släktet Inbioia och familjen brokparasitsteklar. Inga underarter finns listade i Catalogue of Life.